# Tasmanpardalot
Tasmanpardalot (Pardalotus quadragintus) är en utrotningshotad fågel i familjen pardaloter inom ordningen tättingar, endemisk för Tasmanien.

## Utseende och läte
Tasmanpardaloten är en mycket liten fågel med en kroppslängd på nio till tio centimeter, en typisk pardalot med knubbig kropp och kort, tjock näbb. Denna art är grönaktig med fläckiga vingar. Ovansidan är olivgrun, fint mörkfjällad, undersidan gråvit. Runt ansiktet och på de undre stjärttäckarna syns en anstrykning av gult. Vingar och stjärt är svarta med tydliga vita fläckar på fjäderspetsarna. Fläckpardalotens ungfågel har ett likartat utseende, men är kraftigare tecknad ovan, har grönaktiga örontäckare, beigevita fläckar på hjässan samt orangebrun övergump. Lätet är dåligt känt, ett tvåtonigt pipande där den andra tonen är något lägre än den första (fläckpardalotens andra ton är tydligt lägre).

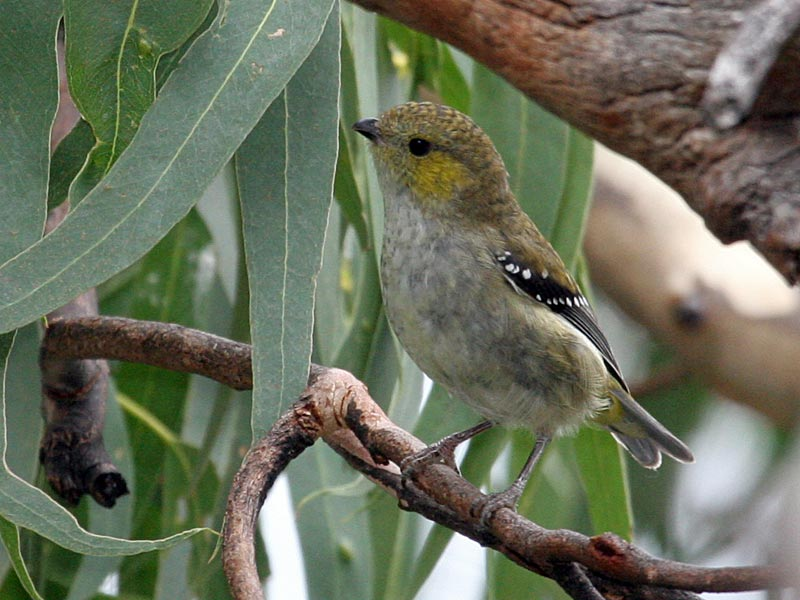

## Utbredning och systematik
Fågeln förekommer endast i östra Tasmanien samt på Flinders Island. Den behandlas som monotypisk, det vill säga att den inte delas in i några underarter.

## Levnadssätt
Tasmanpardaloten förekommer enbart i torra sclerophyll-skogar (växter med hårda blad) med eukalyptusarten Eucalyptus viminalis. Fågeln hämtar den mesta av sin föda från trädet, i form av bland annat ryggradslösa djur och kristalliserad sav. Trädet erbjuder också bohål för häckning.

## Status och hot
Denna art har ett mycket litet utbredningsområde som dessutom är kraftigt fragmenterat. Den tros också minska i antal till följd av skogsbränder, parasitism och exploatering. Världspopulationen tros idag bestå av endast cirka 1800 vuxna individer. Internationella naturvårdsunionen kategoriserar den därför som starkt hotad (EN).

## Namn
Det svenska trivialnamnet pardalot kommer via engelskan och det latinska släktesnamnet Pardalotus från franskans pardalote, i sin tur från grekiskans παρδαλωτος, pardalōtos och betyder "fläckig som en leopard".